# Phacodes marmoratus
Phacodes marmoratus là một loài bọ cánh cứng trong họ Cerambycidae.